# Josef Tomeš
Josef Tomeš (ur. 18 stycznia 1954 w Pradze) – czeski historyk i encyklopedysta. Zajmuje się przede wszystkim współczesną historią czeską.
Studia z zakresu historii i filozofii ukończył na Wydziale Filozoficznym Uniwersytetu Karola w Pradze. W latach 1978–1993 pracował w Instytucie Encyklopedycznym Czeskiej Akademii Nauk, a w okresie od 1997 do 2000 pełnił funkcję redaktora naczelnego w sekcji encyklopedycznej wydawnictwa „Paseka”. W 2001 r. został zatrudniony w Instytucie Masaryka Akademii Nauk Republiki Czeskiej.

## Wybrana twórczość
- Historie v letech zkoušky (1985; wyd. 2 pt. Historie v čase zkoušky, 1992),
- Libeňskou minulostí (1989, 2001)
- Slovník k politickým dějinám Československa 1918–1992 (1994)